# Avro Avian
L'Avro Avian est un avion biplace de sport et de tourisme britannique de l'entre-deux-guerres. Conçu pour remplacer l’Avro 504, cet appareil sain et robuste fut largement éclipsé par le de Havilland DH.60 Moth et ses dérivés. Il fut pourtant construit aux États-Unis et au Canada, utilisé sur tous les continents et on lui doit quelques raids spectaculaires.

## Origine
Destiné à participer au concours des avions légers organisé à Lympne en septembre 1926 par le Daily Mail, le prototype fut réalisé par Roy Chadwick en recherchant à obtenir la charge utile la plus grande possible (le minimum imposé étant de 154 kg) avec le moteur le plus puissant disponible ne dépassant pas 77 kg (masse maximale imposée par le règlement). Il dessina donc un biplan à ailes égales légèrement décalées, rectangulaires en plan, de construction en bois entoilé. La section centrale du plan supérieur était traitée en réservoir, d’une largeur égale à celle du fuselage, et la voilure se repliait le long du fuselage pour faciliter le logement de l’appareil dans un hangar ou son remorquage par un véhicule automobile. Seul le plan inférieur était équipé d’ailerons. Construit entièrement en bois, revêtement compris, le fuselage était relativement large pour un appareil de ce type, donc confortable pour ses occupants, qui disposaient d’une double commande. La pointe avant du fuselage, prolongée par une casserole d’hélice, affectait une forme d’ogive dont dépassaient les 5 cylindres du moteur Armstrong Siddeley Genet de 75 ch. Le train d’atterrissage était classique, fixe, avec essieu.

## Les versions et quelques exploits sportifs
- Avro 581 Avian : À Lympne le prototype Avro [G-EBOV, c/n 5116] se révéla plus rapide que ses concurrents mais son réservoir, réalisé en aluminium pour gagner du poids, ne cessa de fuir, faussant les résultats concernant la consommation du moteur[4]. Pire, le 15 septembre, Bert Hinkler ne put prendre le départ de la course Lympne-Brighton-Lympne en raison d’une panne de magnéto et fut éliminé[5]. Dès son retour à Hamble le biplan vit son envergure réduite de 9,75 à 7,92 m[6]. Il fut ensuite vendu à Bert Hinkler qui le fit modifier avec un moteur en ligne A.D.C Cirrus de 85 ch, un atterrisseur sans essieu et un réservoir supplémentaire à la place du siège du passager. Devenu Avro 581A, cet avion participa à diverses compétitions sportives en 1927 et réalisa un vol sans escale entre Croydon et Riga le 27 août 1927, soit environ 1 900 km en 10h 45 min[7]. Il regagna Croydon le 11 septembre après une escale à Berlin. Bert Hinkler fit ensuite modifier à nouveau le fuselage et monter une voilure plus courte avec saumons arrondis comme sur les Avian de série[8]. Devenu Avro 581E, l’appareil décolla de Croydon le 7 février 1928 pour se poser 16 jours plus tard à Darwin via Rome, Tobrouk, Bassorah, Karachi, Rangoon et Singapour[9]. Le pilote australien a couvert seul  18 435 km en 129 heures de vol, soit une moyenne de 132,8 km. Hinkler regagna la Grande-Bretagne en bateau fin 1928 après avoir fait cadeau de son biplan au Gouvernement du Queensland. Il est aujourd’hui conservé au Queensland Museum (en) de Brisbane.

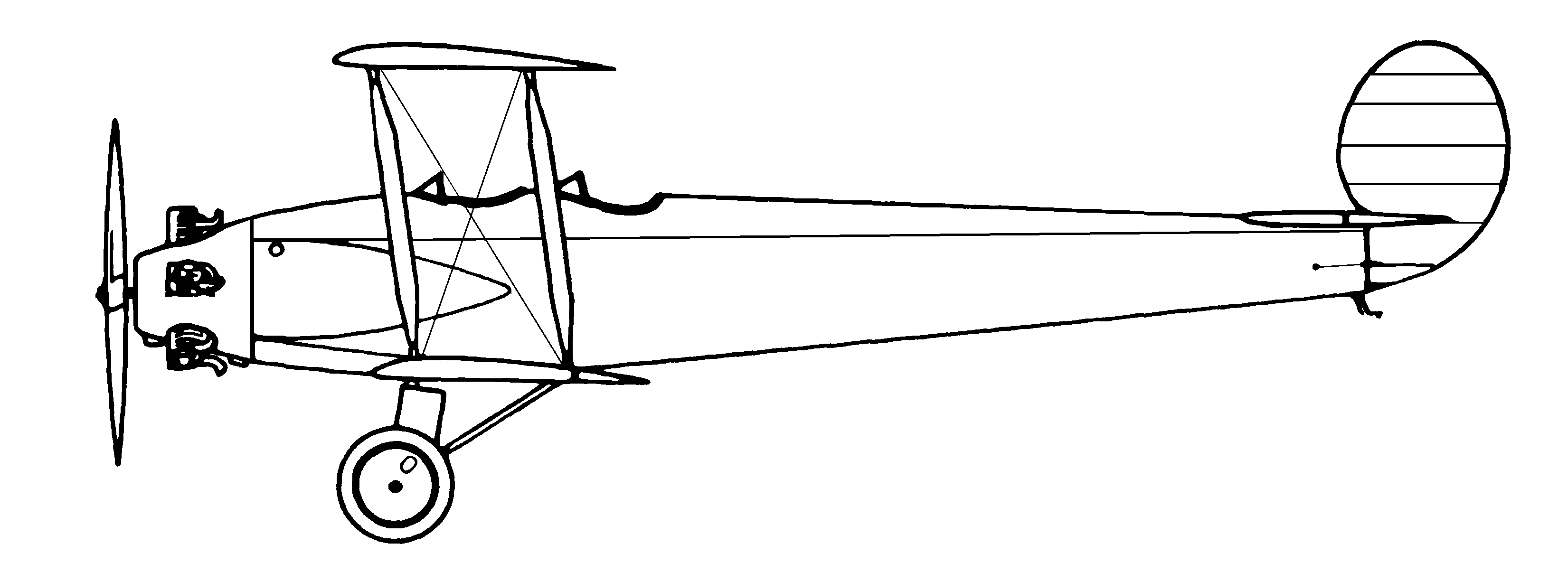
Profil de l'Avro 581
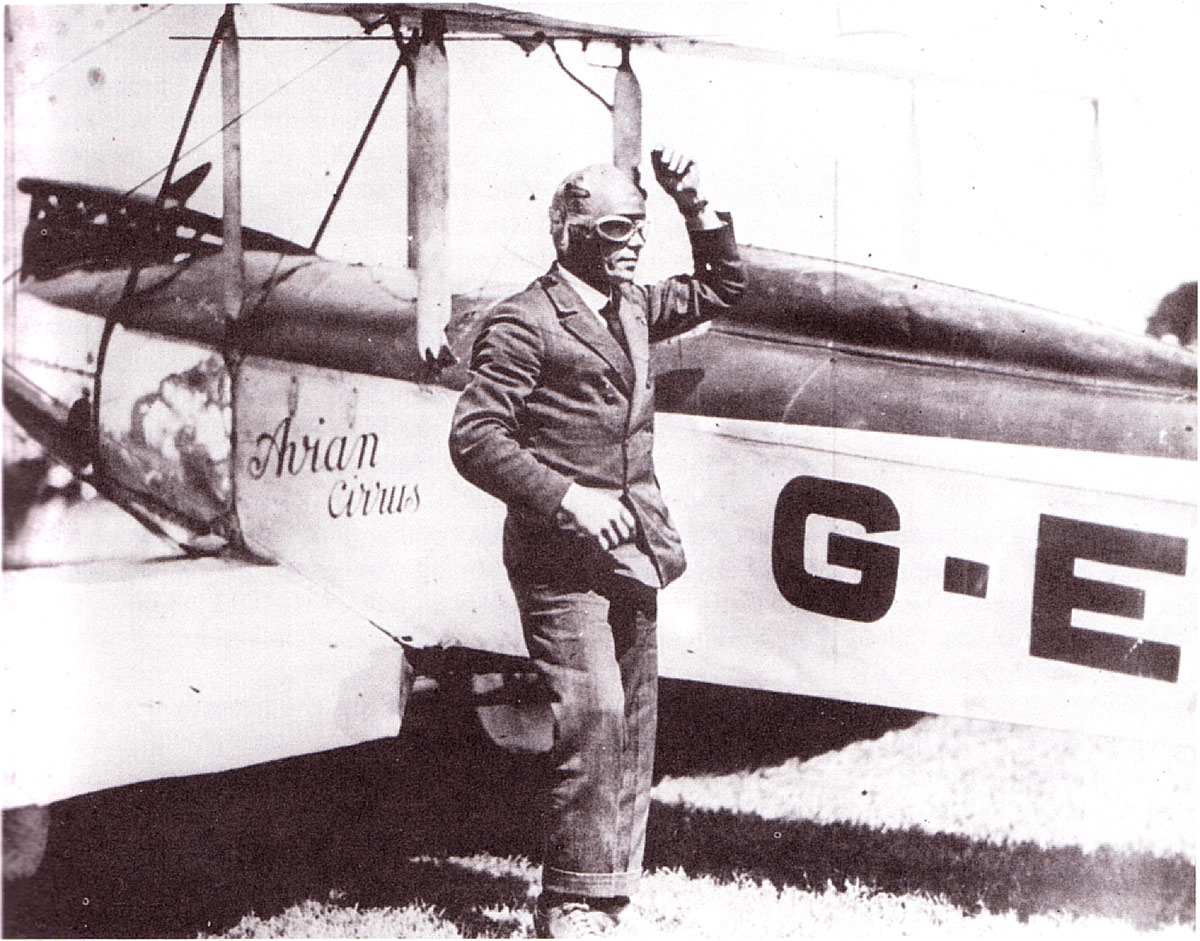
Bert Hinkler devant le G-EBOV

- Avro 594 Avian I : 2 exemplaires de présérie à moteur Genet, désignés initialement Avro 581B. Le premier [G-EBQL, c/n 117] participa à de nombreuses courses aériennes en 1927. Modifié par la suite en Avian IV, il fut détruit sur accident en novembre 1933. Le second [G-EBQN, c/n 100] fut livré à l’aéro-club du RAE de Farnborough[10] et participa également à de nombreuses manifestations sportives. Modifié ensuite en Avro II, il fut réquisitionné par la RAF en janvier 1940 et converti en cellule d’instruction statique.
- Avro 594 Avian II : Première série, 9 appareils à moteur A.D.C Cirrus II de 84 ch. La voilure prenait sa forme définitive, plus courte à saumons arrondis, et le train d’atterrissage s’inspirait du train sans essieu dessiné par Bert Hinkler pour l'Avro 581A. La production fut lancés à Hamble fin 1926, l’appareil étant vendu 675 UK£ avec un moteur Cirrus contre 750 UK£ avec un Genet II[11], ce qui explique le succès du moteur A.D.C.
La tête de série [G-EBRC, c/n R3/AV/118] participa au Meeting aérien de Copenhague le 4 septembre 1927, Dudley Watt remportant le prix de vitesse ascensionnelle en atteignant 3 900 m en 90 min[12]. Mais deux jours plus tard, regagnant Hamble, il fut victime d’une erreur de navigation et dut se poser devant l’Île de Wight, à court de carburant. Un autre exemplaire [G-EBRS, c/n R3/AV/120] fut acheté par mademoiselle Eliott-Lynn. Après avoir effectué un périple de 4 000 km en Allemagne, Tchécoslovaquie et Pologne début août 1927[13], l’aviatrice britannique participa au Meeting de Zurich du 12 au 21 août 1927. Si elle ne termina que troisième du concours des avions légers, dont le règlement favorisait les appareils de faible puissance, elle remporta la course de vitesse (Coupe de la ville de Bâle). À la fin du meeting son biplan fut acheté par la compagnie Balair pour créer une école de pilotage[14]. Un Avian II fut acheté par la firme Shell le 23 août 1927 et offert à l’Aéro-Club d’Afrique du Sud [G-UAAC, c/n R3/AV/122] pour encourager le développement de l’aviation sportive dans ce pays[15], où deux avions seulement étaient alors immatriculés.
- Avro 594A Alpha Avian : Un Avian II [G-EBSD, c/n R3/AV/121] fut modifié en 1927 pour recevoir le nouveau moteur en étoile Avro Alpha de 100 ch[16] avec voilure allongée. Engagé dans la King's Cup Race le 20 juillet 1927, il fut victime d’une panne de carburateur. L’appareil fut ensuite modifié en Avro 594C.
- Avro 594B Avian II : Avian II à moteur Genet de 75 ch et train d’atterrissage avancé.
- Avro 594C Alpha Avian : Trois jours avant d’épouser Sir James Heath et de devenir Lady Heath, Sophie Eliott-Lyne atteignit 5 852 m sur le [G-EBSD] avec un passager le 8 octobre 1927. Ce record ne fut pas homologué, l’altitude atteinte étant la même que celle atteinte le 5 juillet précédent par Lady Bailey et Mme de Havilland sur un DH.60 Moth[17].
- Avro 594 Avian III : Seconde série, bâti moteur modifié et mats d’entreplan en acier, 33 construits. 
Le premier Avian III [G-EBUG, c/n R3/AV/101] fut vendu le 29 octobre 1927 à Lady Mary Heath. Après avoir effectué quelques voyages aériens remarqués en Irlande et en Écosse, Lady Heath embarqua avec son biplan pour l’Afrique du Sud. Arrivée au Cap le 6 décembre, elle participa dès le 11 à un meeting aérien. Après une série de vols de démonstration à travers l’Afrique du Sud, le biplan fut entièrement révisé et Lady Heath décolla seule le 25 février 1928 de Pretoria pour Nairobi, Khartoum, Le Caire, Tunis, Rome, Marseille, Dijon et Paris. Elle se posa finalement à Croydon le 17 mai[18]. Bien qu’escortée par un appareil de la RAF au-dessus du Soudan et des appareils militaires italiens au-dessus de la Libye, elle acheva ainsi en 165 heures la première liaison solitaire en avion léger entre l’Afrique du Sud et la Grande-Bretagne. 
Début juin 1928 elle revendit son appareil à une aviatrice américaine qui vient de traverser l’Atlantique, Amelia Earhart. Celle-ci l’emporta aux États-Unis, où l’appareil ne fut pas officiellement certifié mais autorisé de vol sous l’identification [7083]. Avec ce biplan elle réalisa à partir du 31 août 1928 un vieux rêve, la traversée des États-Unis dans les deux sens. Partie de Rye, dans l'État de New York elle gagna Pittsburg, Fort Worth, Tucson, Los Angeles, remonta par Salt Lake City, Omaha et Chicago, pour finir à New York. Cet appareil fut malheureusement démantelé par la suite pour prélever des pièces et radié des contrôles le 11 août 1936.
- Avro 594 Avian IIIA : 58 appareils identiques aux précédents mais avec moteur Cirrus III de 95 ch. Le Capt.E.W. Percival se classa second du concours des avions légers organisé à Orly entre les 10 et 21 septembre 1928 avec le [G-EBYR, c/n R3/CN/155], derrière un Klemm L 25 et devant un DH.60 Moth et un autre Avian IIIA [G-BEZM, c/n R3/CN/160] piloté par Lady Heath[19]. 
Six exemplaires furent convertis en hydravion pour Western Canadian Airways Ltd à Winnipeg, 16 exportés vers les États-Unis et distribuées par Air Associates Inc de New York. Un exemplaire fut acquis par M.A. ‘Jack’ Northrop, un autre par la firme Ford.
- Avro 594 Avian IV : 92 appareils avec un train d’atterrissage et des fixations du plan inférieur renforcées, des ailerons modifiés et un bâti moteur permettant d’utiliser une large gamme de moteurs en ligne (Cirrus III de 95 ch, Cirrus Hermes Ia de 105 ch, Cirrus Hermes II de 115 ch…) ou en étoile (Genet Major de 100 ch…). 
Livré début 1928 au Capt. F.C.R. Jaques, ancien pilote du RFC et revendeur Avro en Australie, le [G-AUFZ, c/n R3/AV/127] passa entre diverses mains. Devenu [VH-UFZ], il fut radié en décembre 1947 et stocké. Cet appareil fut entièrement remis en état de vol en 1997 pour Lang Kidby, devenant le plus vieil avion en état de vol figurant sur le registre civil australien. En 1998 Lang Kibdy réédita avec cet appareil le raid Angleterre-Australie réalisé en 1928 par Bert Hinkler. L’appareil fut ensuite vendu à un américain, Greg Herrick, repeint aux couleurs du [G-EBUG] d’Amelia Earhart. Doté d’une immatriculation expérimentale américaine, il fut utilisé par Carlene Mendieta pour refaire le voyage transcontinental de l’aviatrice en septembre et octobre 2001. Cet appareil, aujourd’hui propriété de Yellowstone Aviation, vole toujours. Il est basé à Jackson, dans le Wyoming. C’est le seul Avian en état de vol.
- Avro 600 Avian : Un Avian III [G-EBTU, c/n R3/AV/125] fut modifié en septembre 1927 avec équipements de raid, réservoirs agrandis et profil RAF.15 pour le Capt. William « Bill » Lancaster, qui le baptisa Red Rose. Accompagné de Mme Keith Miller, femme d’un célèbre journaliste australien, le Capt. Lancaster quitta Croydon le 14 octobre 1927. Le 22 décembre, partis d’Akyab, ils furent contraints à un atterrissage forcé dans une rizière avant d’arriver à Rangoon, qu’ils rejoignirent par la route[20]. Ils repartirent le 2 janvier, mais le voyage se termina à la suite d'une panne d’alimentation de carburant à Muntok (Indes néerlandaises), après avoir parcouru tout de même 14 460 km. Le temps de réparer l’avion et de se remettre de blessures légères, ils arrivèrent donc en Australie après Bert Hinkler.
- Avro 605 Avian Seaplane : Un Avian III modifiés en hydravion.
- Avro 616 Avian IVM : Destiné essentiellement à l’Empire britannique, ce nouveau modèle se distinguait par un fuselage en tubes d’acier soudés, résistant mieux aux climats tropicaux et plus facile à réparer. Des fentes Handley Page de bord d’attaque furent montées sur de nombreux exemplaires. Cette version recevait en principe un Cirrus III mais des moteurs plus puissants pouvaient être adaptés et de nombreux Avian VIM furent achevés avec un de Havilland Gipsy I de 100 ch ou Cirrus Hermes de 105 ch. Ce fut le modèle le plus construit, Avro produisant 170 exemplaires à Manchester, plus un certain nombre de fuselages destinés à modifier des appareils plus anciens ou des appareils à assembler en Amérique du Nord par Canada Ottawa Car Manufacturing Co Ltd et Whittlesey Dody Co Inc à Bridgeport, Connecticut.
Un Avian IVM fut testé par la RAF en 1929 avec le serial [J.9783] avant de repasser sur le registre civil en 1930 et plusieurs exemplaires furent modifiés en appareils de topographie aérienne pour le compte du gouvernement du Tanganyika.
- Avro 616 Sports Avian : Version de sport, aérodynamique améliorée et possibilité de passer la voltige à pleine charge. 16 exemplaires à moteurs Cirrus Hermes ou de Havilland Gipsy.
- Avro 616 Avian IVA : Un Sports Avian fut spécialement modifié pour Charles Kingsford Smith pour participer à une course pour avions légers entre la Grande-Bretagne et l’Australie. Il se distinguait par moteur de Havilland Gipsy II de 120 ch, une voilure passant de 8,51  à   9,14 m d’envergure, la suppression du poste avant, remplacé par un réservoir supplémentaire de 413 litres[21]. Baptisé Southern Cross Junior, l’appareil [G-ABCF, c/n 467] décolla de Heston le 9 octobre 1930. Kingsford-Smith arriva à Darwin le 19, n’ayant effectué que 10 escales intermédiaires. Il terminait loin devant les autres concurrents et pulvérisait le record établi en 1928 par Bert Hinkler. Devenu [VH-UPT], le biplan fut ensuite vendu à Guy Menzies (en). Parti de Sydney le 7 janvier 1931 à 1h du matin, officiellement pour rejoindre Perth, Menzies se posa 11 heures 45 minutes plus tard sur la côte ouest de la Nouvelle-Zélande[22]. L’appareil capota dans un marécage à La Fontaine Swamp, près de Hari Hari, mais Menzies réalisait ainsi la première traversée en solitaire de la mer de Tasman. Récupéré, et remis en état de vol, cet avion fut totalement détruit sur accident le 12 avril suivant à Sydney.
- Avro 616 Avian V : Après avoir pulvérisé le record de vitesse entra la Grande-Bretagne et l’Australie, Charles Kingsford Smith commanda un autre Avian pour tenter de battre le record en sens inverse détenu par A.J. Mollison. Le [VH-UQG] Southern Cross Minor décolle de Wyndham le 24 septembre 1931. Les ennuis de l’aviateur débutent après Bushire : problème de pompe à huile le forçant à faire demi-tour puis vents de sable le contraignant à se poser à Baghdad. Il se posa pourtant à Alep le 29 septembre avec une journée d’avance sur Mollison[23]. Pris d’un malaise entre Alep et Rome, il fut contraint de se poser le 30 septembre 1931 près de Smyrne, où il fut retenu deux jours par la police turque[24]. Après cet échec il céda l’appareil à W.N. « Bill » Lancaster, qui souhaitait voler seul de Grande-Bretagne en Afrique du Sud. Ce raid se termina mal, Lancaster disparaissant au-dessus du Sahara le 11 avril 1933. Les restes de l’avion [G-ABLK] et le corps momifié du pilote ne furent retrouvés qu’en 1962 par l’Armée Française. L’épave de l’avion se trouve aujourd’hui au Queensland Museum.
- Avro 625 Avian monoplane : Dès sa conception l’Avian devait pouvoir être utilisé en biplan comme en monoplan[1]. 2 exemplaires monoplans seulement furent construits, pour participer à la King's Cup Race de 1930: [G-AAYV] à moteur Genet Major (Numéro de course 84) et [G-AAYW] à moteur Cirrus Hermes (Numéro de course 69)[25]. La voilure était contreventée par un haubanage souple. Le premier dut abandonner et le second termina 48e

## Utilisateurs militaires
- Union d'Afrique du Sud : La SAAF acheta 10 Avian IVM en 1929. Ces appareils furent cédés au marché civil en février 1936, mais en mars 1940 cinq furent réquisitionnés comme avions de liaison [2029/2033] en compagnie d’un Avro 616 Sports Avian [2028].
- Canada : Ottawa Car Manufacturing Company a livré 32 Avian IVM au ministère de la Défense nationale, dont 24 seulement furent pris en compte par la RCAF [Serial 92/101, 125/138 et 141/144][26] entre le 23 août 1929 et le 4 juin 1930. Cet appareil s’est rapidement révélé inadapté aux besoins des militaires et 4 Avian ont été victimes d’accident en août/septembre 1931. 18 furent transférés aux aéro clubs entre la fin 1931 et 1933, les deux derniers furent versés à l’École Technique d’Ottawa en octobre 1934 pour la formation de techniciens aéronautiques.
- République de Chine : Wen Lin Chen, commandant de l’aviation navale d’Amoy, accompagné du danois Christian Johannsen effectua la liaison Croydon-Le Caire-Bombay-Rangoon-Hanoi-Amoy entre les 2 mars et 10 may 1929[27] avec un des 14 Avian achetés par l’aviation navale chinoise pour constituer une école à Nankin.
- Estonie :
- Mexique : Au moins 2 appareils furent livrés au Mexique[28].

## Dans les Musées
- Museum of Science and Industry, Manchester : Un Avian III [G-EBZM].
- Queensland Museum, Brisbane: L'Avian [G-EBOV] de Bert Hinkler et l'épave du [G-ABLK].
- Musée de l’Aviation du Canada, Ottawa : Le CF-CDQ (R3/CN/314) à moteur en étoile AS Genet Major de 160 ch.
- Reynolds Aviation Museum, Wetaskiwin, Alberta : Le CF-CDV (c/n 316).
- Yellowstone Aviation, Jackson, Wyoming : L'Avian IV [N7083] (R3/AV/127), en état de vol.
- La Fort Edmonton Foundation possède également une copie [G-CAVB], réalisée en 2001.

## Sources
1. 1 2  Flight 26 août 1926 p. 533
2. ↑  Flight 26 août 1926 p. 536
3. ↑  Flight 26 août 1927 p. 537
4. ↑  Flight 16 septembre 1926 p. 600
5. ↑  Flight 23 septembre 1926 p. 616
6. ↑  Flight 30 septembre 1926 p. 631
7. ↑  Flight 1er septembre 1927 p. 621
8. ↑  Flight 8 mars 1928 p. 152
9. ↑  Flight 23 février 1928 p. 121
10. ↑  Flight 5 mai 1927 p. 277
11. ↑  Flight 27 janvier 1927 p.52
12. ↑  Flight 8 septembre 1927 p. 631
13. ↑  Flight 25 août 1927 p. 595
14. ↑  Flight 1er septembre 1927 p. 608/613
15. ↑  Flight 25 août 1927 p. 596
16. ↑  Flight 28 juillet 1927 p. 512
17. ↑  Flight 13 octobre 1927 p. 720
18. ↑  Flight 24 mai 1928 p. 385/386
19. ↑  Flight 27 septembre 1928 p. 833
20. ↑  Flight 29 décembre 1927 p. 883
21. ↑  Flight 31 octobre 1930 p. 1183
22. ↑  Flight 9 janvier 1931 p. 40
23. ↑  Flight 2 octobre 1931 p. 988
24. ↑  Flight 9 octobre 1931 p. 1022
25. ↑  Flight 4 juillet 1930 p. 29
26. ↑  « This web page has moved », sur ody.ca via Internet Archive (consulté le 16 octobre 2023).
27. ↑  Flight 4 juillet 1929 p. 545
28. ↑  Flight 21 mars 1929 p. 241